# Omar Pérez
Omar Pérez – piłkarz urugwajski, napastnik.
Jako piłkarz klubu Montevideo Wanderers wziął udział w turnieju Copa América 1919, gdzie Urugwaj został wicemistrzem Ameryki Południowej. Nie zagrał w żadnym meczu.
W 1919 rozegrał w reprezentacji Urugwaju 2 mecze i zdobył 1 bramkę.